# 서영주 (육상 선수)
서영주(徐永珠, 1934년 7월 9일 ~ 2005년 8월 29일)는 대한민국의 육상 선수로 본관은 이천이다. 주 종목은 멀리뛰기로 1956년, 1960년 하계 올림픽에 참가했으며, 1958년 아시안 게임에서 멀리뛰기 금메달을 획득했다. 은퇴 후에는 육상 대표 감독과 대한육상경기연맹의 총무이사를 지냈다.